# Palazzo Belgiojoso (Lecco)
Palazzo Belgiojoso, o Belgioioso è situato nel quartiere di Castello di Lecco come sede dei Musei civici di archeologia e di storia naturale della città. Fu costruito dal marchese Giacomo Locatelli nei primi anni del XVIII secolo su un preesistente edificio. Presenta la tipica pianta a U aperta verso il giardino, con corpo centrale porticato e ala orientale incompiuta.

## Storia
Il progetto originario è piuttosto difficile da ricostruire soprattutto a causa delle manomissioni che si sono succedute nel tempo, soprattutto nell'area del giardino: di difficile ricostruzione restano quindi sia il nome dell'architetto, sia l'evoluzione del progetto nel suo rapporto con la committenza, oltre che l'organizzazione interna della villa e la struttura del parco circostante.

L'aspetto attuale si deve alla famiglia Locatelli, che, nel 1773, accorpando alcune case della zona, concepì l'edificio come un corpo a U nelle forme barocche del tardo Settecento sebbene l'ala di levante rimase incompiuta non essendo stata mai edificata.
Nel 1794 il palazzo fu ceduto a Giovanna Mellerio, moglie di Rinaldo Alberico Barbiano di Belgiojoso d'Este, figlio del principe Alberico, che apportarono delle modifiche al vasto giardino sotto le direttive dell'architetto viennese Leopoldo Pollack. Nel 1797 venne sequestrato dalle autorità della Repubblica Cisalpina per insediarvi il dipartimento della Montagna, di cui Lecco era il capoluogo.
Nel 1829 il palazzo fu ereditato dagli Stampa di Soncino, che lo mantennero fino al 1866. Da quel momento passò di mano più volte tra famiglie della borghesia locale fino al 1923, quando pervenne al comune di Castello, e l'anno successivo al comune di Lecco a seguito dell'accorpamento in un'unica realtà amministrativa. Fu trasformato nel 1927 nella sede dei Musei civici di Lecco..
Al piano terra si apre un monumentale porticato da cui si accede al giardino, un tempo vastissimo, diviso da un viale di Cipressi.

Alle pareti del portico sono appese lapidi e stemmi provenienti dal Forte di Fuentes.

## Musei
Il palazzo è una delle sedi del Sistema Museale Urbano Lecchese e ospita:
- Civico museo archeologico
- Museo storico
- Museo di storia naturale
- Planetario civico